# Албион (Небраска)
Албион (енгл. Albion) град је у америчкој савезној држави Небраска.

## Демографија
По попису из 2010. године број становника је 1.650, што је 147 (-8,2%) становника мање него 2000. године.
| Група             | 2000.         | 2010.         |
| Белци             | 1.774 (98,7%) | 1.603 (97,2%) |
| Афроамериканци    | 0 (0,0%)      | 4 (0,2%)      |
| Азијати           | 0 (0,0%)      | 4 (0,2%)      |
| Хиспаноамериканци | 17 (0,9%)     | 29 (1,8%)     |
| Укупно            | 1.797         | 1.650         |